# Mouvement des citoyens pour une démocratie de développement
Le Mouvement des citoyens pour une démocratie de développement (MDC) est un parti politique sénégalais, dirigé par Serigne Ousseynou Fall, journaliste et chef religieux.

## Histoire
Serigne Ousseynou Fall était l'un des candidats présents au premier tour de l'élection présidentielle du 27 février 2000. Il y a recueilli 1,1 % des voix.
Le MDC a été officiellement créé le 8 mars 2000. Il a soutenu Abdoulaye Wade au second tour du 19 mars.
Lors des élections législatives de 2001, le MDC a recueilli 8 925 voix, soit 0,47 %, et n'a obtenu aucun siège à l'Assemblée nationale.

## Orientation
Descendant de la famille d'Ibrahima Fall, Serigne Ousseynou Fall appartient à la confrérie des Mourides, dont Wade est également très proche.
Les objectifs déclarés du MDC sont de « réaliser par la voie démocratique une société sénégalaise libre, solidaire, démocratique et prospère, permettant à chaque citoyenne et à chaque citoyen sénégalais d'assurer le plein épanouissement de sa personnalité et la libre expression de ses capacités physiques et intellectuelles ».

## Symboles
Sa couleur est le vert citron. Son drapeau comporte un phare à dix faisceaux dans un rectangle vertical à deux bandes.  

## Organisation
Son siège se trouve à Diourbel.